# شمس‌الدین احمد بن یحیی سهروردی
شمس‌الدین احمد بن یحیی سهروردی (۶۵۴ ه‍.ق، بغداد — ۷۴۱ ه‍.ق، بغداد) موسیقی‌دان و خوش‌نویس ایرانی بود.

## زندگینامه
سهروردی در ۶۵۴ ه‍.ق در بغداد به دنیا آمد. بنا بر یک روایت، او شاگرد یاقوت مستعصمی بوده اگر چه در این روایت تشکیک شده‌است. روایت محتمل‌تر آن است که او و یاقوت هر دو از شاگردان صفی‌الدین ارموی و زکی‌الدین عبدالله بن حبیب بودند.
به گفتهٔ مورخانی که همزمان با او می‌زیستند، سهروردی دانشمند نیز بود و نزد حکمای ایلخانیان (الجایتو و ابوسعید) منزلت داشت اگر چه به دربار آنان نپیوست. به گفتهٔ ابن فضل‌الله عمری سهروردی هرگز ازدواج نکرد.

## آثار
سهروردی آثار زیادی خوشنویسی کرد که برخی از آن‌ها در مورد موسیقی بود. از جمله، وی کاتب یکی از نسخه‌های خطی رسالهٔ الأدوار صفی‌الدین ارموی است. وی همچنین چندین جلد قرآن کتابت کرد که در حال حاضر کمتر از ۱۰ نسخهٔ آن موجود است، از جمله چند نسخه که در موزه ایران باستان نگهداری می‌شوند و یک نسخه که در موزه توپ‌قاپی نگهداری می‌شود.